# Аґрусові
Аґрусові (Grossulariaceae) — родина квіткових рослин порядку ломикаменецвітих.
Таксономія родини змінилася дуже значно протягом останнього часу, тільки найбільший рід родини — порічки (Ribes) — завжди залишався її частиною і зараз є єдиним родом родини. Так, роди Escallonia, Itea і Quintinia були винесені в інші родини. Родина аґрусових, як і рід порічки (Ribes) нараховує понад 190 видів, які ростуть у Євразії, Північній і Південній Америках, північно-західній Африці.
В Україні ростуть такі місцеві види: порічки альпійські (Ribes alpinum), смородина чорна (Ribes nigrum), порічки скельні (Ribes petraeum), порічки колосисті (Ribes spicatum), аґрус (Ribes uva-crispa).